# ريا باران
ريا باران (بالألمانية: Ria Baran)‏ (و. 1922 – 1986 م) هي متزلجة فنية ألمانية، ولدت في دورتموند، شاركت في التزلج الفني في الألعاب الأولمبية الشتوية 1952 - مزدوج ‏، توفيت في دوسلدورف، عن عمر يناهز 64 عاماً.

## روابط خارجية
- ريا باران على موقع مونزينجر (الألمانية)
- ريا باران على موقع أوليمبيديا (الإنجليزية)